# Augsburger Stadtwald

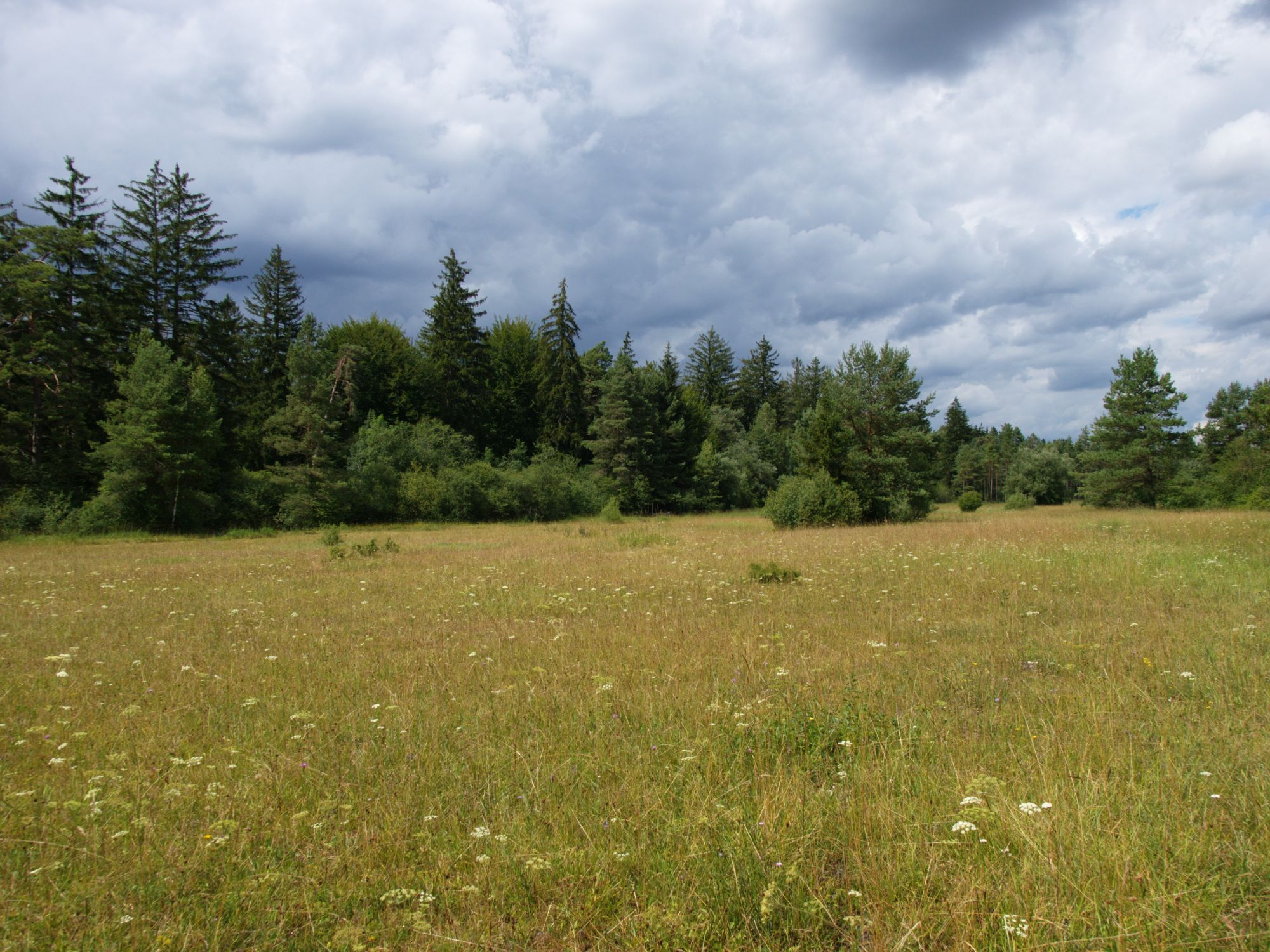
Schießplatzheide im Augsburger Stadtwald

Der Augsburger Stadtwald ist mit 7679 ha Fläche einer der größten Stadtwälder Deutschlands. Der auf Augsburger Stadtgebiet liegende Teil bildet zusammen mit kleineren Flächen der Gemeinde Merching das Naturschutzgebiet Stadtwald Augsburg mit einer Größe von 2167 ha. Das Gebiet besitzt einen hohen regionalen Stellenwert im Bereich Naturschutz und als Naherholungs- oder Freizeitgebiet. Andere Teile des Augsburger Stadtwalds werden von der Stadt Augsburg verwaltet, befinden sich aber zum Teil in größerer Entfernung zum Stadtgebiet.

## Reviere
Der Augsburger Stadtwald besteht aus sieben Forstrevieren. Nur zwei davon liegen auf Augsburger Stadtgebiet und bilden gemeinsam mit Teilen der Lechauen auf Merchinger Gemeindegebiet das Naturschutzgebiet Stadtwald Augsburg.
| Name                                           | Größe   | Lage                           |
| ---------------------------------------------- | ------- | ------------------------------ |
| Siebenbrunn                                    | 860 ha  | Augsburger Stadtgebiet         |
| Haunstetten                                    | 1120 ha | Augsburger Stadtgebiet         |
| Mittelneufnach                                 | 1270 ha | Westliche Wälder               |
| Diedorf                                        | 1320 ha | Westliche Wälder               |
| Unterbaar (mit Schaezlerwald und Gutmann-Wald) | 1050 ha | nördlich von Augsburg          |
| Brugger (bei Eurasburg)                        | 1080 ha | östlich von Augsburg           |
| Fuchsmühl                                      | 1065 ha | Naturpark Steinwald, Oberpfalz |

## Naturschutzgebiet Stadtwald Augsburg

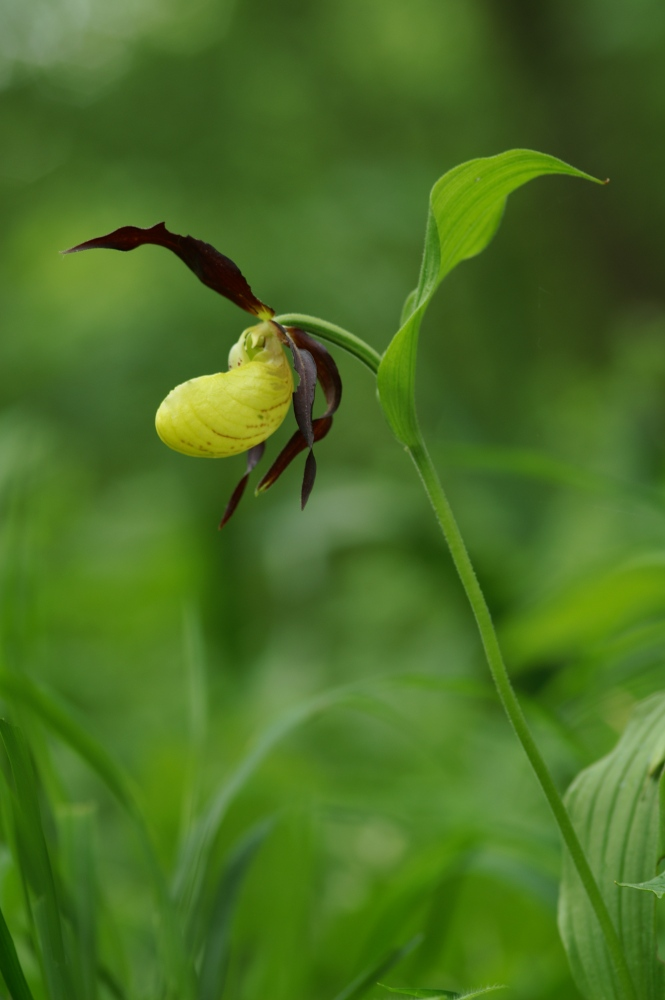
Standort des Gelben Frauenschuhs

Der Stadtwald Augsburg ist das größte außeralpine Naturschutzgebiet in Schwaben und wichtiger Teil der Lechtalheiden.

### Lage
Das Naturschutzgebiet ist ein in Nord-Süd-Richtung langgestrecktes Gebiet, das hauptsächlich  auf der Gemarkung Augsburg-Siebenbrunn liegt. Es beginnt im Norden im Bereich Augsburg-Spickel und ist im Westen durch die Bebauung des Stadtteils Augsburg-Haunstetten begrenzt. Seine Ostgrenze folgt dem geschwungenen Verlauf des Lechs, liegt aber einige hundert Meter östlich des Lechs und endet im Süden bei der Lechstaustufe 23 östlich der Stadt Königsbrunn. Mitten im Naturschutzgebiet liegt die zu Augsburg gehörende Siedlung Siebenbrunn. Diese teilt das Waldgebiet in den nördlichen Siebentischwald und den südlichen Haunstetter Wald.

### Bedeutung als Naturschutzgebiet
Der Stadtwald Augsburg ist Bayerns größter zusammenhängender Auwald mit einer bemerkenswerten Flora und Fauna. Das Waldgebiet ist auf der voralpinen Flusslandschaft des Lechs entstanden. Den Untergrund bilden die eiszeitlich angeschwemmten Lechschotter. Der Wald bietet ein Mosaik unterschiedlichster Einzellebenräume fast aller Sukzessionsstadien von der Weiden-Aue über Kiefernheidewald bis zum Laubmischwald. Er ist zudem von zahlreichen kleineren und größeren Trockenrasen und Brennen, wie die Schießplatzheide, unterbrochen und wird von vielen Aubächen durchflossen. Besonderheiten hat vor allem die Flora zu bieten, zahlreiche "Einwanderer" nutzten den Lech als Biotop-Brücke und konnten so aus alpinen oder gar aus südmediterranen Gefilden Einzug halten. Darunter finden sich zum Beispiel vier seltene Arten der Ragwurzen, viele Knabenkräuter und Enziane. Es gibt im Augsburger Stadtwald seit 2007 ein Beweidungsprojekt mit Przewalski-Pferden, welches der Auflichtung des Kiefernwaldes dienen soll.

### Bedeutung als Freizeitgebiet
Das Wegenetz des Stadtwalds wird von Spaziergängern, Radfahrern und Joggern genutzt. Bei mehreren dieser Wege handelt es sich um asphaltierte ehemalige Verkehrsstraßen, die für den motorisierten Verkehr gesperrt wurden. Eine über das gesamte Gebiet verteilte Beschilderung mit Kilometerangaben verweist in sämtliche Stadtteile und Nachbargemeinden. Im Sommerhalbjahr finden Sportwettbewerbe wie zum Beispiel der Kuhsee-Triathlon statt. Der Botanische Garten Augsburg, der Zoo Augsburg, die Sportanlage Süd, sowie das Haunstetter Krankenhaus befinden sich an der Westgrenze des Naturschutzgebietes.

### Gewässer
Das Waldgebiet wird vom Lech durchflossen und beinhaltet den Kuhsee, neben diesem existiert zudem der kleinere Stempflesee. Die Bäche Brunnenbach, Siebenbrunner Bach, Reichskanal und der Lechkanal Lochbach durchströmen den Stadtwald. Diese verzweigen sich in weitere kleine Bäche, um sich kurz vor der Innenstadt wieder zu vereinen.